# Gengra Island
Gengra Island är en ö i Kenya.   Den ligger i länet Homa Bay, i den västra delen av landet, 280 km väster om huvudstaden Nairobi.